# Gema Parreño
Gema Parreño Piqueras (Albacete, 1988) es una programadora española que ha diseñado Deep Asteroid, una red para detectar el impacto de asteroides sobre la Tierra. El proyecto quedó finalista a nivel global en el concurso del Desafío internacional de aplicaciones espaciales de la NASA en 2016 y fue seleccionado como uno de los casos de uso por Google en la conferencia inaugural del Google I/O de 2017,  y el framework TensorFlow en 2018. Ha realizado algunos desarrollos y es contribuidora en el proyecto Pysc2 de la empresa DeepMind. y Transformers de HuggingFace.

## Trayectoria
Parreño es licenciada en arquitectura por la Universidad Politécnica de Madrid (UPM). Su carrera comenzó en concursos premiados de productos, innovación, paisajismo y urbanismo. Posteriormente se dedicó a la industria de la animación 3D y videojuegos, llegando a fundar su propia startup. Esto le llevó a aprender programación para entender las dinámicas de sus compañeros desarrolladores y crear aplicaciones. En 2014, empezó a estudiar e investigar las redes neuronales y a programar en Python.
Utilizando la tecnología TensorFlow, la biblioteca de código abierto desarrollada por Google para construir redes neuronales, Parreño participó en 2016 en el Space App Challenge, el concurso que la NASA convoca anualmente para que científicos noveles solucionen algunos de los problemas de la industria espacial. Ese año, uno de los retos abordaba los objetos próximos a la Tierra (NEOS, por sus siglas en inglés, Near Earth Objects), por el potencial peligro que representan para el planeta. El equipo de Parreño, compuesto por Julián Fernández, María del Mar Núñez, Samuel Góngora, Denis Ciccale y José Antonio Martínez, que presentó la arquitectura de un algoritmo capaz de detectarlos y clasificarlos, consiguió clasificarse entre los veinticinco proyectos más innovadores de la edición y entre los cinco que mejor utilizaron los datos. Su proyecto, llamado Deep Asteroid, es un sistema inteligente capaz de darse cuenta del momento en el que el meteorito cambia (de color, forma o composición química, entre otras) y predecir lo que va a hacer.
En 2020, comenzó a desarrollar el videojuego Mempathy usando inteligencia artificial  y largos modelos de lenguaje para modelar agentes conversacionales usando aprendizaje por refuerzo e imitación formando parte de EXAG2020 y NeurIPS 2020 para, más tarde, proponer una solución basada en modelos de lenguaje Gpt-2 compartidos en Un-Workshop ICLM 2021.En 2023 el proyecto fue seleccionado como finalista en The Rose Project, iniciativa social corporativa de la marca Häagen-Dazs. Durante ese mismo año comenzó su actividad dentro de comunidades de código abierto, participando en la construcción de varios proyectos y llegando a publicar la librería de Python PullingAce para analizar la robustez de los modelos de lenguaje. 

## Reconocimientos
- 2010 – Primer Premio IN&OUT AnfARQ. Nuevos usos del hormigón.[26]
- 2011 – Jardín finalista "Etxe-Lorea" Bilbao Jardín del Ayuntamiento de Bilbao.[27]
- 2012 – Accésit Diseño a la Creatividad por su trabajo Ducharte.[28]
- 2013 – Segundo Premio Food in 1m3.[29]
- 2014 – Finalista I Edición PlayStation Awards.[30]
- 2016 – Finalista a nivel global en el concurso de la NASA Space App Challenge por el proyecto Deep Asteroid.[1]
- 2019 – Seleccionada como una de las 23 jóvenes de menos de 35 años líderes de la revolución tecnológica por Business Insider.[31]
- 2021 – Ganadora a nivel global en Game Jam de la Escuela Internacional de IA y videojuegos.[32][33]
- 2022 – Google Developer Expert en Aprendizaje Automático[34]
- 2023 – Finalista The Rose Project[23]
- 2023 – Finalista BackDrop Build con la libreria PullingAce[2]
- 2024 – Top participant  NeurIPS 2024 Concordia Contest[25]